# Sanremo
Sanremo, alternativt/tidigare San Remo, är en stad och kommun i provinsen Imperia i regionen Ligurien i Italien med 53 035 invånare (2023). Staden är en välkänd turistort, och har en lång historia som kurort. Alfred Nobel var en tid bosatt i San Remo och dog även här. Staden skickar därför blommor till Nobelfesten varje år. Även Edward Lear samt Osmanska rikets sista sultan Mehmet VI dog i San Remo.
I Sanremo hölls 1920 en konferens, San Remokonferensen, vars syfte var att klargöra de frågor som lämnats öppna efter första världskriget och konferensen i Paris 1919.
Sedan 1951 arrangeras årligen musiktävlingen Sanremofestivalen. Vinnaren i festivalen brukar bli Italiens representant i Eurovision Song Contest.
Sanremo är också platsen där det prestigefyllda endagsloppet i landsvägscykel Milano–Sanremo har sin målgång.
Staden är besjungen av Evert Taube i sången "Den glade bagaren i San Remo."